# Os Nove de Little Rock

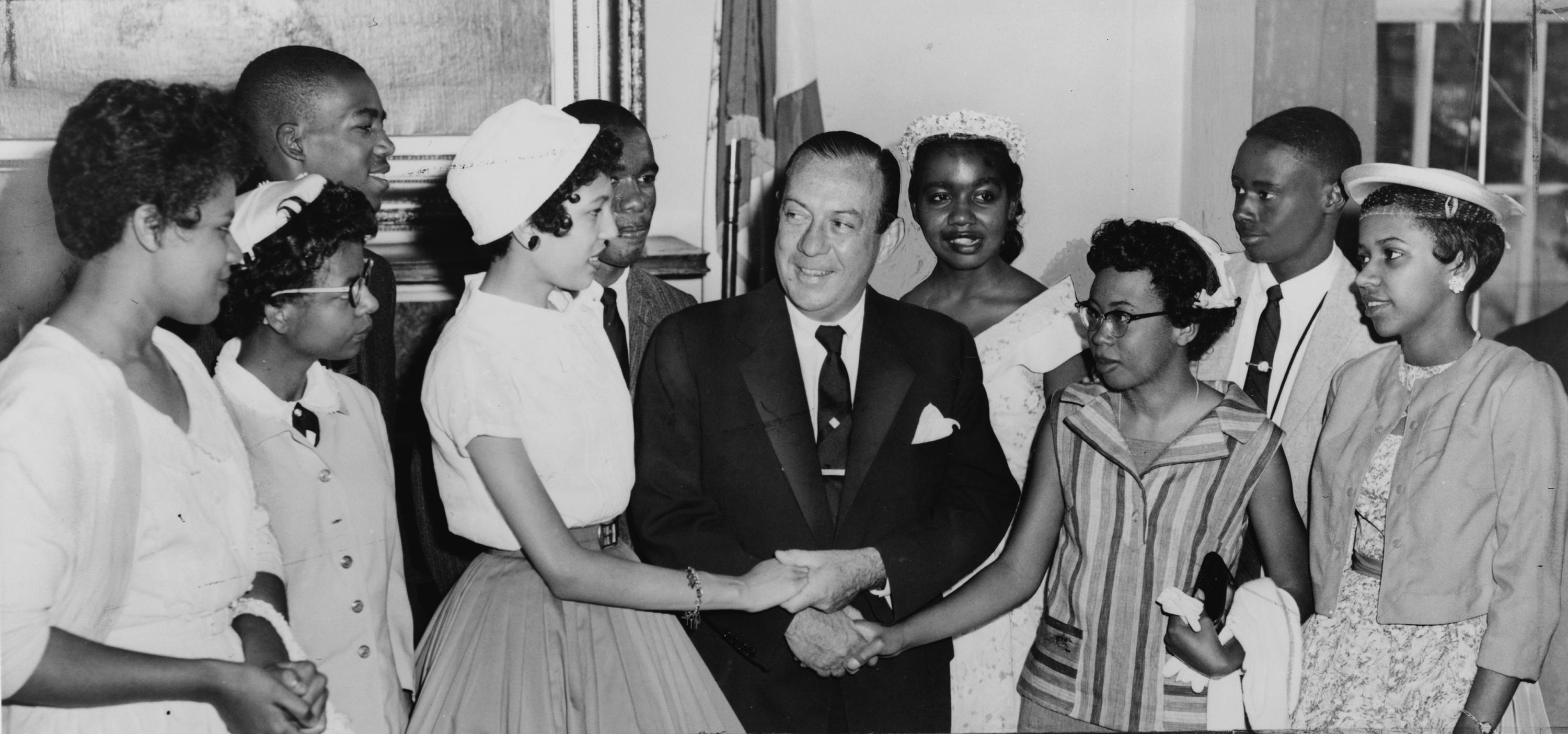
Os nove estudantes cumprimentam o prefeito de Nova Iorque, Robert F. Wagner Jr., em 1958

Os Nove de Little Rock (em inglês: Little Rock Nine) eram um grupo de nove estudantes afro-americanos matriculados na Little Rock Central High School [en] em 1957. Sua matrícula foi seguida pela Crise de Little Rock, na qual os alunos foram inicialmente impedidos de entrar na escola racialmente segregada por Orval Faubus, o governador do Arkansas. Em seguida, eles foram para a escola após a intervenção do Presidente Dwight D. Eisenhower.
A Suprema Corte dos EUA emitiu o histórico acórdão Brown v. Board of Education, 347 U.S. 483, em 17 de maio de 1954. Vinculada à Décima Quarta Emenda à Constituição dos Estados Unidos, a decisão declarou inconstitucionais todas as leis que estabeleciam escolas segregadas e exigiu a dessegregação de todas as escolas do país. Após a decisão, a Associação Nacional para o Progresso de Pessoas de Cor (NAACP) tentou matricular alunos negros em escolas anteriormente totalmente brancas em cidades do Sul. Em Little Rock, Arkansas, o conselho escolar concordou em cumprir a decisão da Suprema Corte. Virgil Blossom, o superintendente das escolas, apresentou um plano de integração gradual ao conselho escolar em 24 de maio de 1955, que foi aprovado por unanimidade. O plano seria implementado durante o outono do ano letivo de 1957, que começaria em setembro de 1957.
Em 1957, a NAACP havia registrado nove alunos negros para frequentar a escola Little Rock Central High, até então totalmente branca, selecionados com base nos critérios de excelentes notas e frequência. Chamados de “Little Rock Nine”, eles eram Ernest Green (n. 1941), Elizabeth Eckford [en] (n. 1941), Jefferson Thomas (1942-2010), Terrence Roberts (n. 1941), Carlotta Walls LaNier (n. 1942), Minnijean Brown (n. 1941), Gloria Ray Karlmark (n. 1942), Thelma Mothershed (1940-2024) e Melba Pattillo Beals (n. 1941). Ernest Green foi o primeiro afro-americano a se formar na Central High School.
Quando a integração começou em 4 de setembro de 1957, a Guarda Nacional do Arkansas foi chamada para “preservar a paz”. Originalmente, por ordem do governador, a intenção era impedir a entrada dos alunos negros devido à alegação de que havia “perigo iminente de tumulto, revolta e violação da paz” na integração. No entanto, o Presidente Eisenhower emitiu a Ordem Executiva 10730, que federalizou a Guarda Nacional do Arkansas e ordenou que ela apoiasse a integração em 23 de setembro daquele ano, após o que ela protegeu os alunos afro-americanos.

## Contexto histórico

### O Plano de Blossom
Um dos planos criados durante as tentativas de dessegregar as escolas de Little Rock foi o do superintendente escolar Virgil Blossom. A abordagem inicial propunha uma integração substancial que começaria rapidamente e se estenderia a todas as séries em questão de muitos anos. Essa proposta original foi descartada e substituída por uma que atendia melhor a um conjunto de padrões mínimos elaborados no relatório do advogado Richard B. McCulloch. Esse plano finalizado começaria em setembro de 1957 e integraria uma escola de ensino médio: Little Rock Central. A segunda fase do plano ocorreria em 1960 e abriria algumas escolas de ensino médio para algumas crianças negras. A etapa final envolveria a dessegregação limitada das escolas primárias da cidade em um momento não especificado, possivelmente em 1963.
Esse plano foi recebido com reações variadas da filial da NAACP de Little Rock. Membros militantes, como os Bateses, se opuseram ao plano, alegando que ele era “vago, indefinido, lento e indicativo de uma intenção de protelar ainda mais a integração pública”. Apesar dessa opinião, a maioria aceitou o plano; a maioria achava que Blossom e o conselho escolar deveriam ter a chance de provar seu valor, que o plano era razoável e a comunidade branca o aceitaria.
No entanto, essa visão teve vida curta. Foram feitas alterações no plano, sendo a mais prejudicial um novo sistema de transferência que permitiria que os alunos saíssem da zona de frequência para a qual foram designados. O Plano de Blossom alterado havia feito um gerrymander nos distritos escolares para garantir uma maioria negra na Horace Mann High e uma maioria branca na Hall High. Isso significava que, embora os alunos negros morassem mais perto da Central, eles seriam colocados na Horace Mann, confirmando assim a intenção do conselho escolar de limitar o impacto da dessegregação. O plano alterado dava aos alunos brancos a opção de não frequentar a Horace Mann, mas não dava aos alunos negros a opção de frequentar a Hall. Esse novo Plano de Blossom não agradou a NAACP e, após negociações fracassadas com o conselho escolar, a NAACP entrou com uma ação judicial em 8 de fevereiro de 1956.
Esse processo, juntamente com vários outros fatores, contribuiu para a crise escolar de Little Rock em 1957.

### Oposição do governador
Embora Faubus tenha indicado que consideraria a possibilidade de fazer com que o Arkansas cumprisse a decisão da Suprema Corte em 1956, a dessegregação foi contestada por seu próprio  Partido Democrata do Sul, que dominava toda a política sulista na época. Faubus arriscava perder apoio político nas próximas primárias democratas para governador em 1958 se demonstrasse apoio à integração.
A maioria das histórias da crise conclui que Faubus, enfrentando pressões durante sua campanha para um terceiro mandato, decidiu apaziguar os elementos racistas do estado chamando a Guarda Nacional para impedir que os alunos negros entrassem na Central High. O ex-juiz associado da Suprema Corte do Arkansas, James D. Johnson, alegou ter enganado o governador Faubus para que ele convocasse a Guarda Nacional, supostamente para evitar que uma multidão branca impedisse a integração da Little Rock Central High School: “Não havia nenhuma caravana. Mas fizemos Orval acreditar nisso. Dissemos. 'Eles estão fazendo fila. Eles estão vindo em massa'. [...] A única arma que tínhamos era deixar a impressão de que o céu ia cair”. Posteriormente, ele afirmou que Faubus lhe pediu para reunir uma multidão para justificar suas ações.
Harry Ashmore, editor do Arkansas Gazette, ganhou um Prêmio Pulitzer em 1958 por seus editoriais sobre a crise. Ashmore retratou a luta pela Central High como uma crise fabricada por Faubus; em sua interpretação, Faubus usou a Guarda Nacional do Arkansas para manter as crianças negras fora da Central High School porque estava frustrado com o sucesso que seus oponentes políticos estavam tendo ao usar a retórica segregacionista para estimular os eleitores brancos.
O congressista Brooks Hays, que tentou mediar entre o governo federal e Faubus, foi mais tarde derrotado por um candidato inscrito de última hora, Dale Alford, um membro do Conselho Escolar de Little Rock que tinha o apoio dos aliados de Faubus. Alguns anos mais tarde, apesar do incidente com os “Little Rock Nine”, Faubus concorreu como um segregacionista moderado contra Dale Alford, que estava desafiando Faubus para a indicação democrata para governador em 1962.

## Integração da Central High School

### Bloqueio da Guarda Nacional

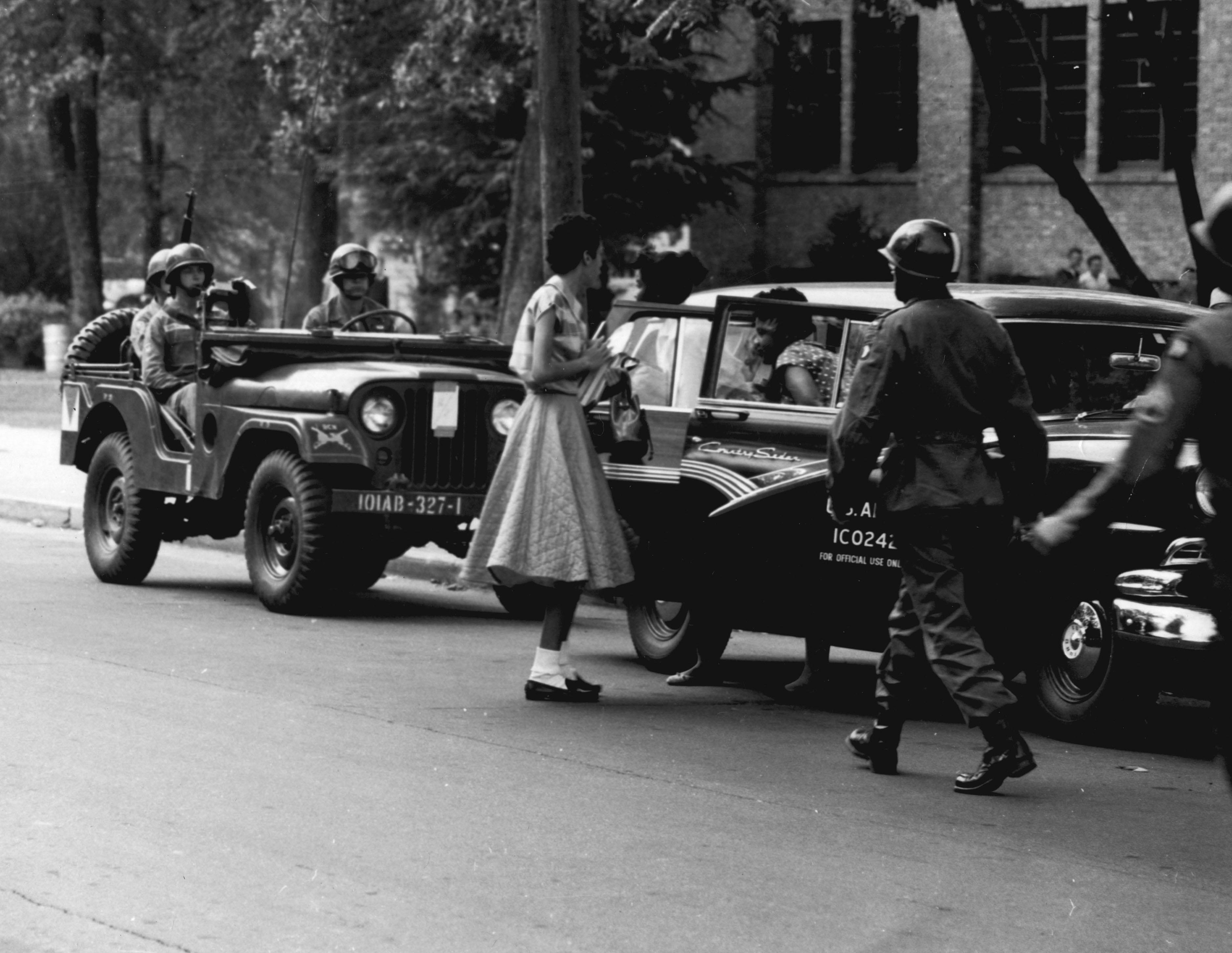
101ª Força Aérea escoltando os Nove de Little Rock até a escola

Vários conselhos segregacionistas ameaçaram realizar protestos na Central High e impedir fisicamente os alunos negros de entrarem na escola. O governador Orval Faubus enviou a Guarda Nacional do Arkansas para apoiar os segregacionistas em 4 de setembro de 1957. A visão de uma fila de soldados impedindo a entrada dos alunos foi manchete nacional e polarizou a nação. Com relação à multidão que os acompanhava, uma das nove alunas, Elizabeth Eckford, relembrou:
Eles se aproximaram cada vez mais. [...] Alguém começou a gritar. [...] Tentei ver um rosto amigável em algum lugar da multidão - alguém que talvez pudesse ajudar. Olhei para o rosto de uma senhora idosa e parecia um rosto gentil, mas quando olhei para ela novamente, ela cuspiu em mim.
Em 9 de setembro, o Distrito Escolar de Little Rock emitiu uma declaração condenando o envio de soldados à escola pelo governador e convocou um culto de oração em toda a cidade em 12 de setembro. Até mesmo o presidente Dwight Eisenhower tentou acalmar a situação convocando Faubus para uma reunião, alertando-o para não desafiar a decisão da Suprema Corte.

### Escolta da 101ª Força Aérea
Woodrow Wilson Mann, prefeito de Little Rock, pediu ao presidente Eisenhower que enviasse tropas federais para impor a integração e proteger os nove estudantes. Em 24 de setembro, Eisenhower invocou a Lei da Insurreição de 1807 para permitir que as tropas cumprissem a lei nacional. O presidente ordenou que a 101ª Divisão Aerotransportada do Exército dos Estados Unidos fosse para Little Rock - inicialmente sem seus soldados negros, a pedido do Departamento de Justiça - e federalizou toda a Guarda Nacional do Arkansas, composta por 10.000 membros, tirando-a do controle de Faubus. Dois segregacionistas ficaram feridos em confrontos com as tropas federais em 25 de setembro; um que foi atingido no rosto por uma coronha após tentar pegar o rifle de um soldado, e um segundo que recebeu um pequeno ferimento de baioneta no braço.

## Consequências

### Tensões na escola

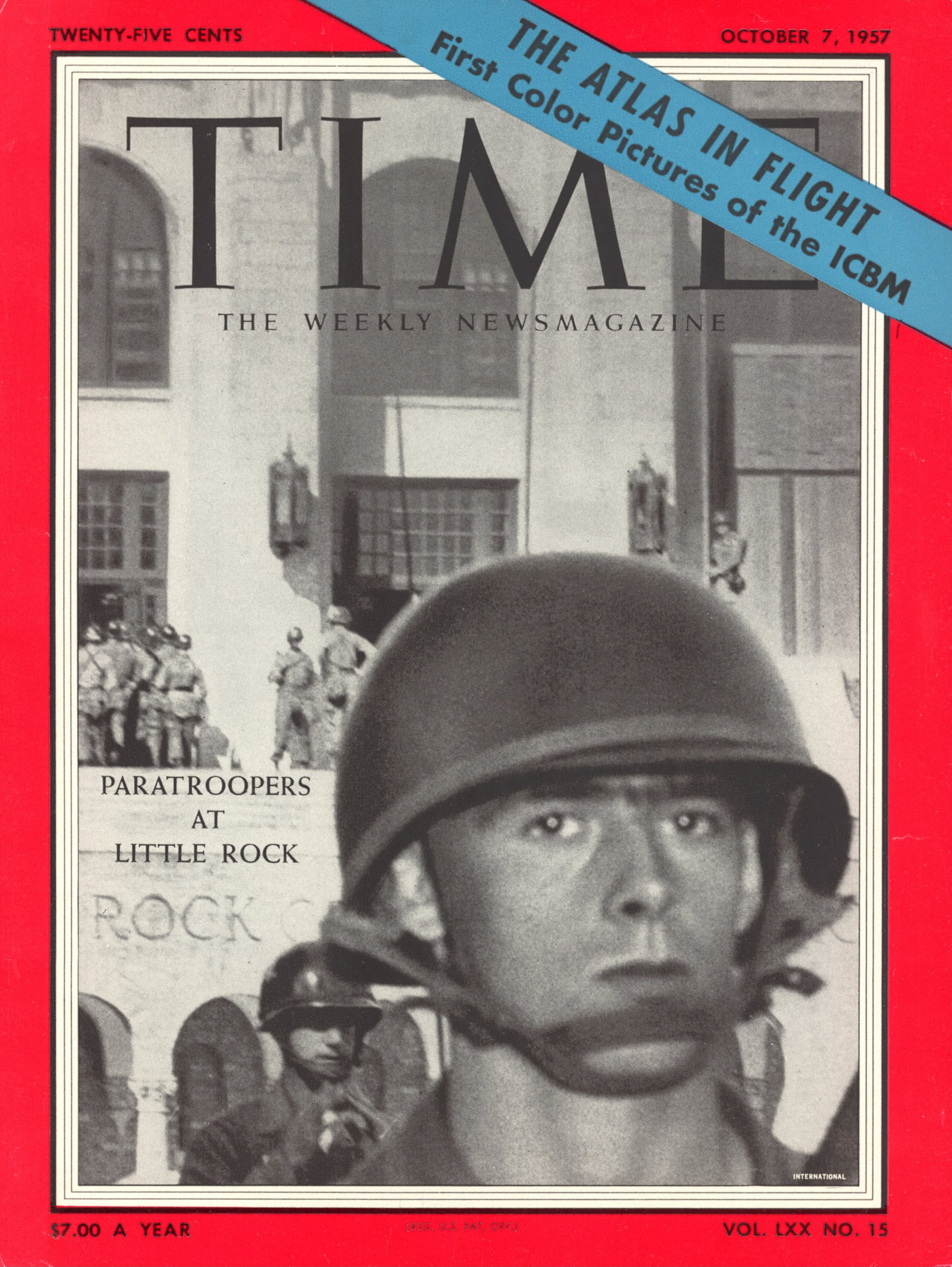
Jovem paraquedista do Exército dos EUA em equipamento de combate do lado de fora da Central High School, na capa da revista Time (7 de outubro de 1957)

No final de setembro de 1957, os nove foram admitidos na Little Rock Central High sob a proteção da 101ª Divisão Aerotransportada (e mais tarde da Guarda Nacional do Arkansas), mas ainda assim foram submetidos a um ano de abuso físico e verbal por muitos dos alunos brancos. Melba Pattillo teve ácido jogado em seus olhos e também relembrou em seu livro, Warriors Don't Cry, um incidente em que um grupo de meninas brancas a prendeu em um box no banheiro feminino e tentou queimá-la jogando pedaços de papel em chamas em cima dela. Outra aluna, Minnijean Brown, foi confrontada e abusada verbalmente. Ela disse:
Eu era uma das crianças “aprovadas” pelos funcionários da escola. Fomos informados de que teríamos de tomar muita coisa e fomos avisados para não revidar se algo acontecesse. Uma garota correu até mim e disse: 'Estou muito feliz por você estar aqui. Não quer ir almoçar comigo hoje?” Nunca mais a vi.
Em dezembro de 1957, Minnijean Brown também foi provocada por membros de um grupo de alunos brancos do sexo masculino no refeitório da escola durante o almoço. Ela deixou cair seu almoço, uma tigela de chili, sobre os meninos e foi suspensa por seis dias. Dois meses depois, após mais confrontos, Brown foi suspensa pelo resto do ano letivo. Ela foi transferida para a New Lincoln School, na cidade de Nova Iorque. Conforme retratado no documentário feito para a TV Crisis at Central High, de 1981, e conforme mencionado por Melba Pattillo Beals em Warriors Don't Cry, os alunos brancos eram punidos somente quando a ofensa era “flagrante e testemunhada por um adulto”. O drama foi baseado em um livro de Elizabeth Huckaby, vice-diretora durante a crise.

### O “Ano Perdido”

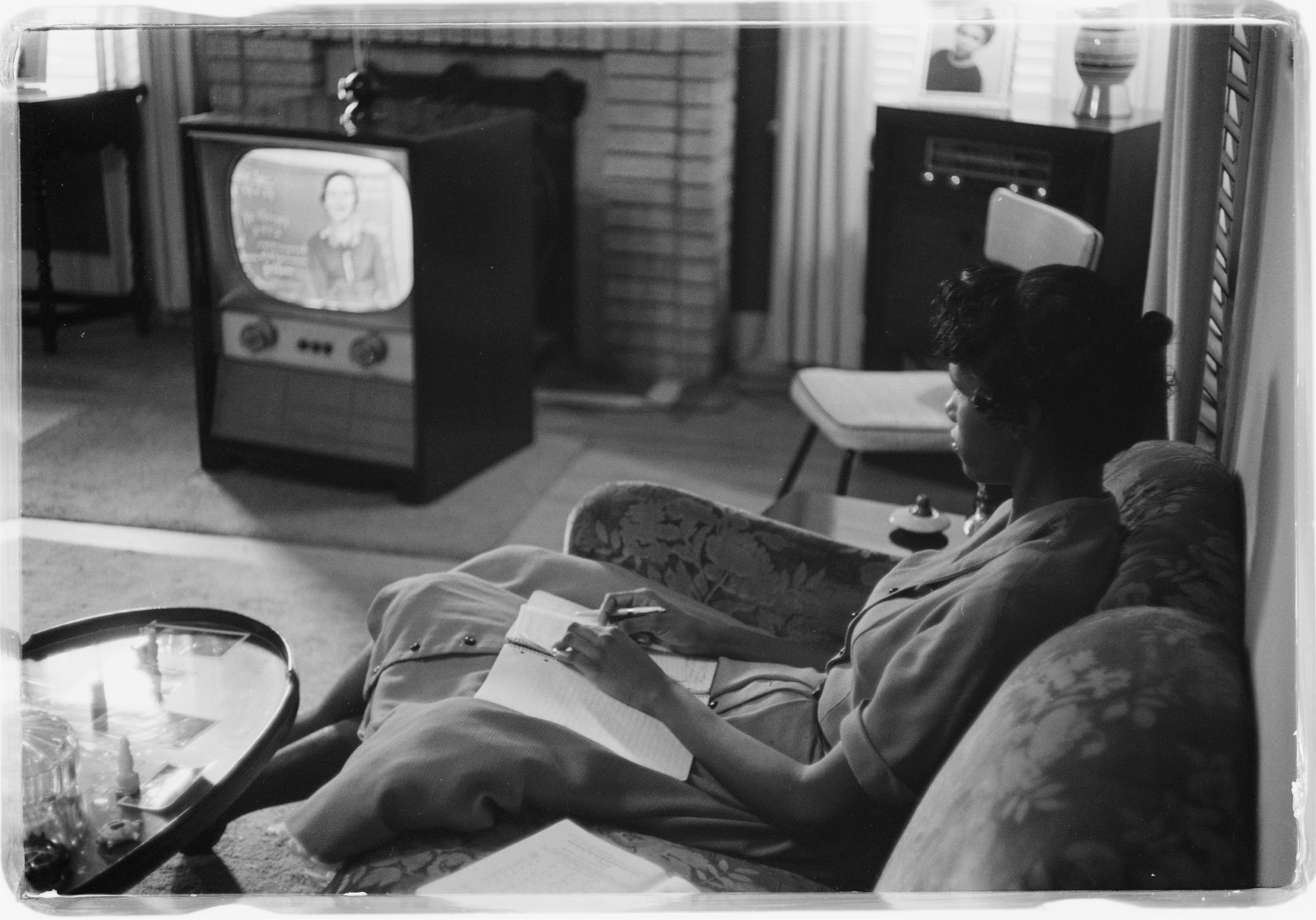
Estudante assistindo às aulas do ensino médio pela TV durante o ano letivo de 1959, quando as escolas foram fechadas fisicamente

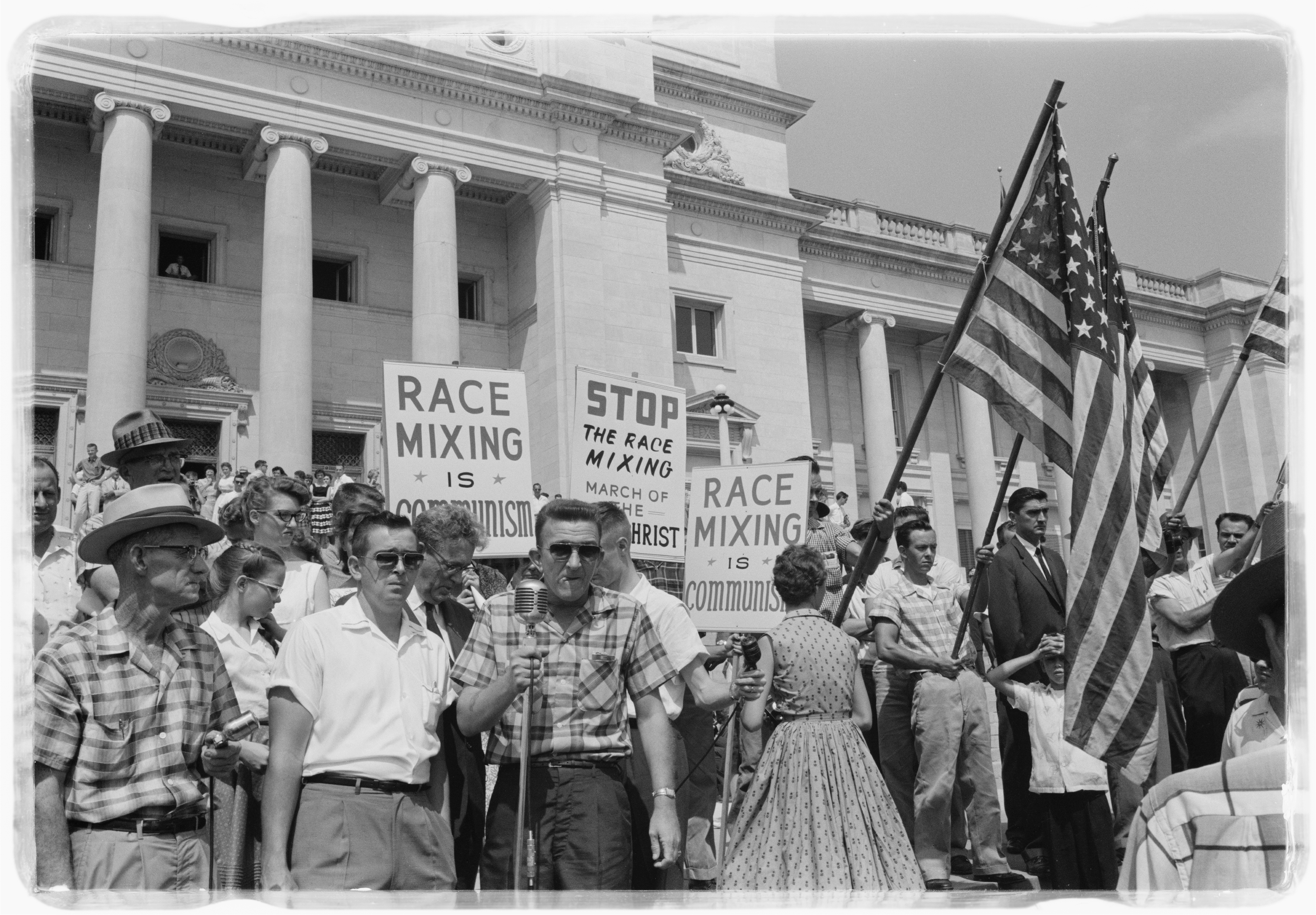
Segregacionistas protestando contra a integração da Central High School no Capitólio do estado, 1959

No verão de 1958, quando o ano letivo estava chegando ao fim, Faubus decidiu solicitar a decisão do Tribunal Distrital Federal para adiar a dessegregação das escolas públicas de ensino médio em Little Rock. No caso Cooper v. Aaron, o Distrito Escolar de Little Rock, sob a liderança de Orval Faubus, lutou por um adiamento de dois anos e meio na segregação, o que significaria que os alunos negros só teriam permissão para entrar nas escolas públicas de ensino médio em janeiro de 1961. Faubus argumentou que se as escolas permanecessem integradas, haveria um aumento da violência. No entanto, em agosto de 1958, os Tribunais Federais decidiram contra o adiamento da segregação, o que levou Faubus a convocar uma Sessão Extraordinária da Legislatura Estadual em 26 de agosto para promulgar seus projetos de lei de segregação.
Alegando que Little Rock precisava fazer valer seus direitos e sua liberdade contra a decisão federal, em setembro de 1958, Faubus assinou atos que permitiram a ele e ao Distrito Escolar de Little Rock fechar todas as escolas públicas. Assim, com a assinatura desse projeto de lei, na segunda-feira, 15 de setembro, Faubus ordenou o fechamento de todas as quatro escolas públicas de ensino médio, impedindo que alunos negros e brancos frequentassem a escola. Apesar do decreto de Faubus, a população da cidade teve a chance de refutar o projeto de lei, já que a lei de fechamento de escolas exigia um referendo. O referendo, que aprovaria ou condenaria a lei de Faubus, deveria ocorrer dentro de trinta dias. Uma semana antes do referendo, que estava programado para ocorrer em 27 de setembro, Faubus se dirigiu aos cidadãos de Little Rock na tentativa de garantir seus votos. Faubus pediu que a população votasse contra a integração, pois ele planejava alugar os prédios das escolas públicas para escolas particulares e, ao fazê-lo, educaria os alunos brancos e negros separadamente. Faubus foi bem-sucedido em seu apelo e venceu o referendo. Esse ano ficou conhecido como o “Ano Perdido”.
A vitória de Faubus levou a uma série de consequências que afetaram a sociedade de Little Rock. A intenção de Faubus e do conselho escolar de abrir escolas particulares foi bloqueada por uma liminar do 8º Tribunal de Apelações do Circuito dos EUA, o que fez com que alguns cidadãos de Little Rock se voltassem contra a comunidade negra. A comunidade negra tornou-se alvo de crimes de ódio, pois as pessoas a culpavam pelo fechamento das escolas. Daisy Bates, chefe da seção da NAACP em Little Rock, foi a principal vítima desses crimes, além dos alunos negros matriculados na Little Rock Central High School e suas famílias.
Os professores da cidade também foram colocados em uma posição difícil. Eles foram forçados a jurar lealdade aos projetos de lei de Faubus. Embora a ideia de Faubus de escolas particulares nunca tenha sido concretizada, os professores ainda estavam vinculados a seus contratos e deveriam frequentar a escola todos os dias.
Em maio de 1959, após a demissão de quarenta e quatro professores e funcionários administrativos das quatro escolas de ensino médio, três membros segregacionistas da diretoria foram substituídos por três moderados. Os novos membros do conselho reintegraram os quarenta e quatro funcionários aos seus cargos. O novo conselho de diretores começou então uma tentativa de reabrir as escolas, para grande desânimo de Faubus. Para evitar mais complicações, as escolas públicas de ensino médio foram programadas para abrir mais cedo do que o normal, em 12 de agosto de 1959.
Embora o Ano Perdido tenha chegado ao fim, os alunos negros que retornaram às escolas de ensino médio não foram bem recebidos pelos outros alunos. Em vez disso, os alunos negros tiveram dificuldade em passar por multidões para entrar na escola e, uma vez lá dentro, eram frequentemente submetidos a abusos físicos e emocionais. Os alunos estavam de volta à escola e tudo acabaria por retomar o funcionamento normal, mas o Ano Perdido seria um pretexto para um novo ódio contra os alunos negros do ensino médio público.

## Legado

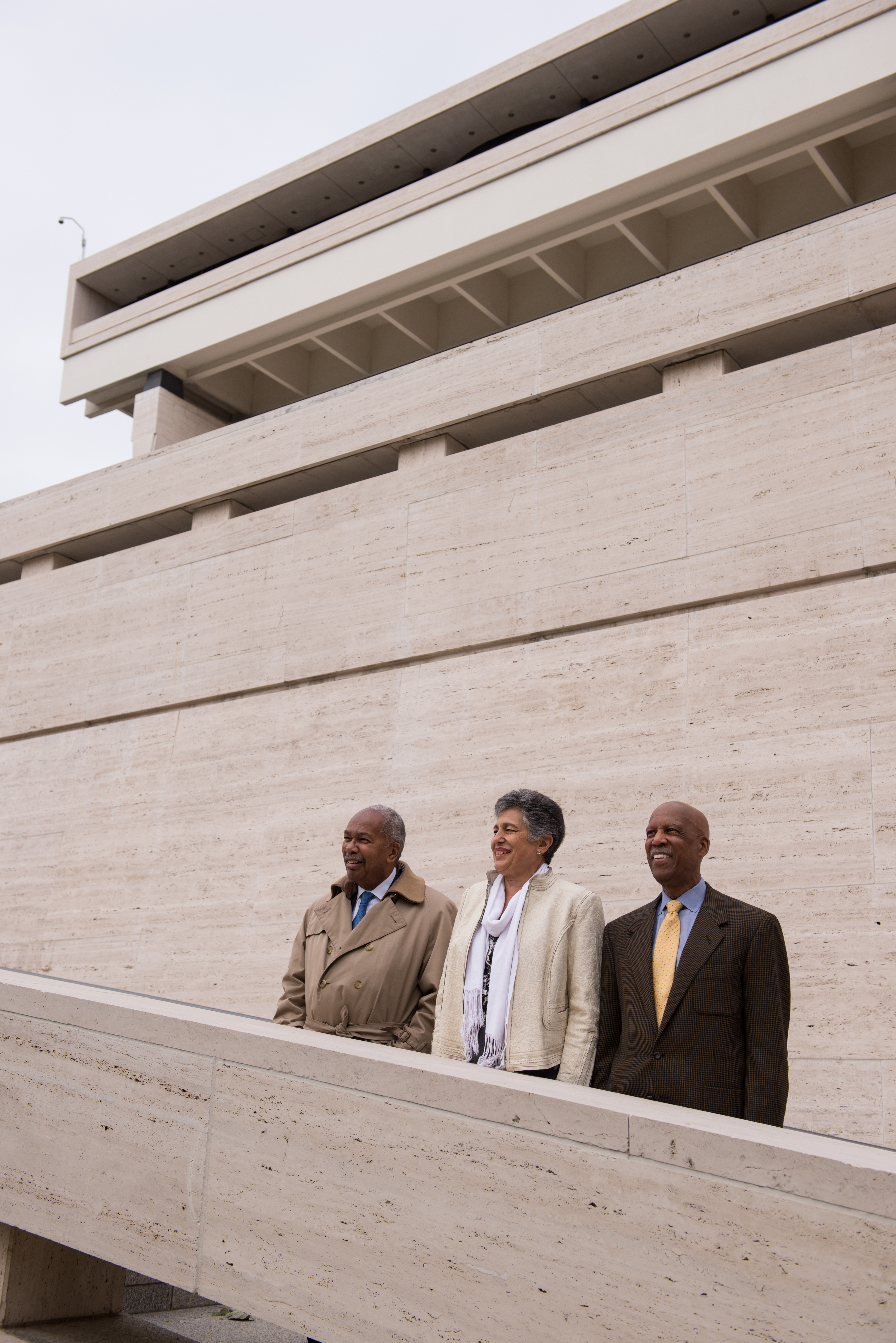
Três membros dos “Little Rock Nine” (da esquerda para a direita) Ernest Green, Carlotta Walls LaNier e Terrence Roberts - juntos nos degraus da Biblioteca Presidencial LBJ em 2014

A Little Rock Central High School ainda funciona como parte do Distrito Escolar de Little Rock e agora é um Sítio Histórico Nacional que abriga um Museu dos Direitos Civis, administrado em parceria com o Serviço Nacional de Parques, para comemorar os eventos de 1957. A Daisy Bates House, casa de Daisy Bates, então presidente da NAACP do Arkansas e um ponto focal para os alunos, foi designada um Marco Histórico Nacional em 2001 por seu papel no episódio.
Em 1958, o poeta cubano Nicolás Guillén publicou “Little Rock”, uma composição bilíngue em inglês e espanhol que denunciava a segregação racial nos Estados Unidos.
Melba Pattillo Beals escreveu um livro de memórias intitulado Warriors Don't Cry, publicado em 1994.
Dois filmes feitos para a televisão retrataram os eventos da crise: o filme da CBS de 1981, Crisis at Central High, e o filme do Disney Channel de 1993, The Ernest Green Story.
Em 1996, sete dos Nove de Little Rock apareceram no The Oprah Winfrey Show. Eles ficaram cara a cara com alguns dos alunos brancos que os haviam perseguido, bem como com um aluno que havia feito amizade com eles.
Em 1997, a Central High Museum, Inc. realizou uma cerimônia de inauguração em comemoração ao 40º aniversário da dessegregação. Com a ajuda de restauração da Mobil Foundation, eles abriram o primeiro centro de visitantes perto da High School em setembro daquele ano, em um antigo posto de gasolina da Mobil. O artista afro-americano George Hunt foi contratado para produzir uma pintura dos Little Rock Nine para o evento.
Em novembro de 1998, foi aprovada uma lei que designou o Sítio Histórico Nacional da Little Rock Central High School como uma unidade do Serviço Nacional de Parques, e a Central High Museum, Inc. doou sua propriedade para o serviço de parques. Enquanto o centro de visitantes do NPS estava em construção, a pintura de Hunt, intitulada “America Cares” (A América se importa), foi pendurada na Casa Branca.
Em fevereiro de 1999, os membros criaram a Little Rock Nine Foundation, que estabeleceu um programa de bolsas de estudo que financiou, até 2013, 60 estudantes universitários. Em 2013, a fundação decidiu financiar exclusivamente os estudantes que frequentam a Clinton School of Public Service na Universidade de Arkansas.

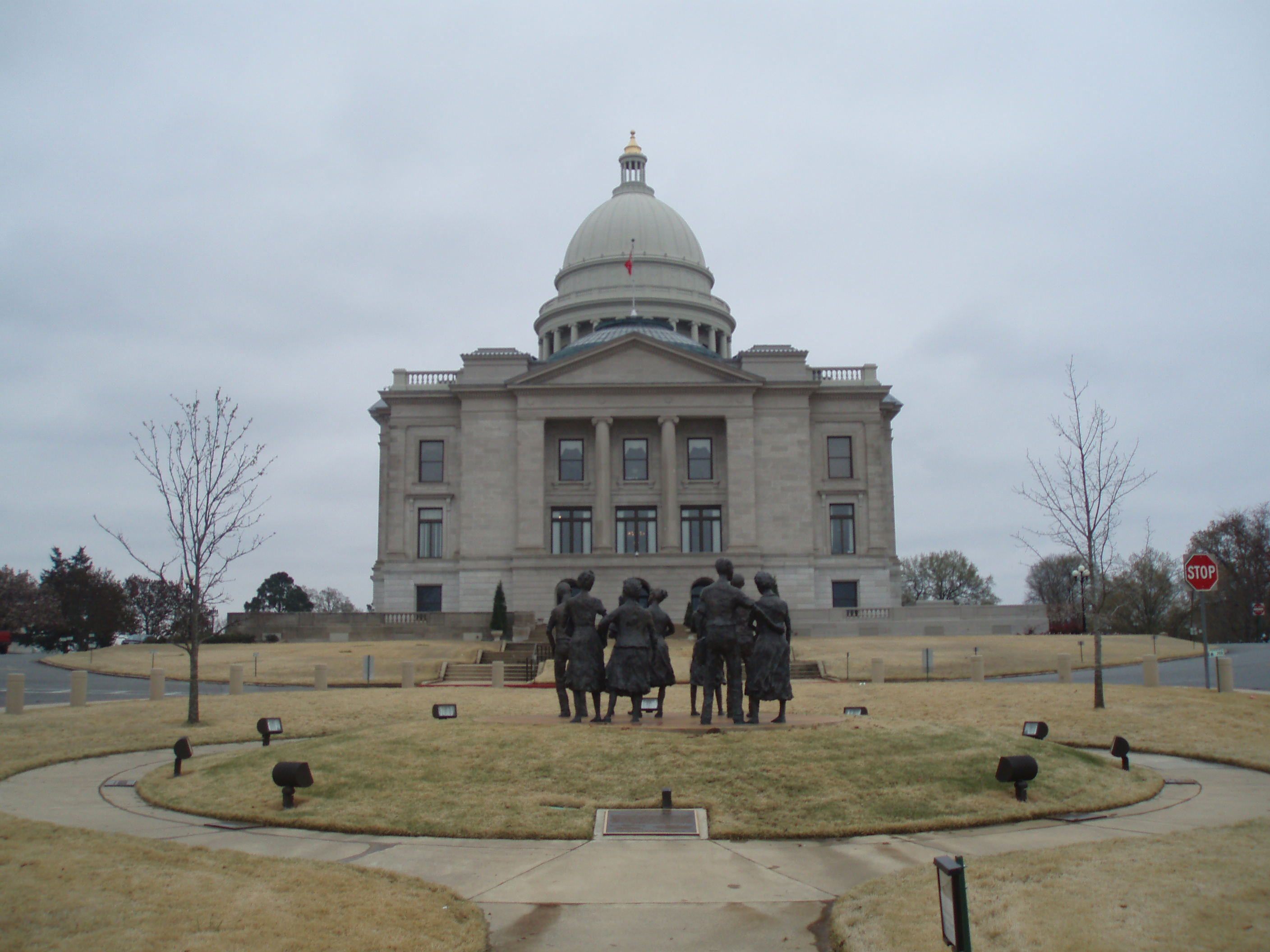
Memorial no Capitólio Estadual do Arkansas

O presidente Bill Clinton homenageou os Nove de Little Rock em novembro de 1999, quando entregou a cada um deles uma Medalha de Ouro do Congresso. A medalha é o mais alto prêmio civil concedido pelo Congresso e é dada àqueles que prestaram serviços extraordinários ao país. Para receber a Medalha de Ouro do Congresso, os recebedores devem ser co-patrocinados por dois terços da Câmara e do Senado.
Em 2004, a diretora de arte Ethel Kessler selecionou a pintura Little Rock Nine/America Cares de George Hunt para um selo postal americano de 37 centavos. Foi um dos 10 selos que retratam marcos do Movimento dos Direitos Civis em um painel de selos comemorativos do Mês da História Negra de fevereiro de 2005, “To Form a More Perfect Union” (Para formar uma união mais perfeita). Na parte superior da arte do selo estavam impressas as palavras “1957 The Little Rock Nine”.

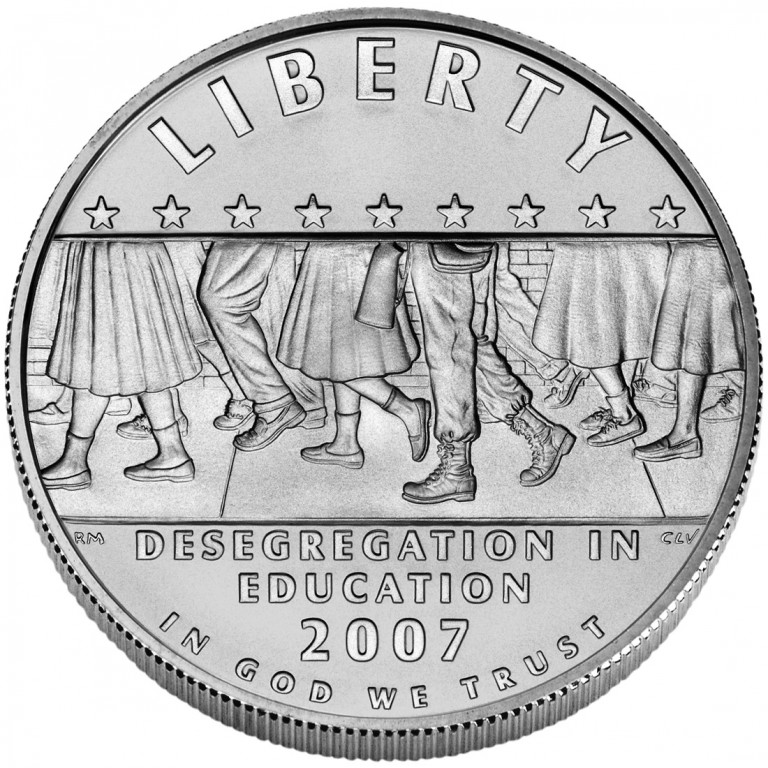
O anverso do dólar de prata de 2007 da Little Rock Central High School Desegregation, desenhado por Richard Alan Masters

Em 2007, a Casa da Moeda dos Estados Unidos disponibilizou o dólar de prata Little Rock Central High School Desegregation, uma moeda comemorativa para “reconhecer e homenagear a força, a determinação e a coragem demonstradas pelos estudantes afro-americanos do ensino médio no outono de 1957”. O anverso mostra os alunos acompanhados por um soldado, com nove estrelas simbolizando os Nove de Little Rock. O reverso mostra uma imagem da Little Rock Central High School, c. 1957. A renda obtida com a venda das moedas foi usada para melhorar o Sítio Histórico Nacional.
Em 9 de dezembro de 2008, os Little Rock Nine foram convidados a participar da posse do presidente eleito Barack Obama, o primeiro afro-americano a ser eleito presidente dos Estados Unidos.
Em 9 de fevereiro de 2010, a Universidade Marquette homenageou o grupo com o Prêmio Père Marquette Discovery, a maior honraria da universidade, que já havia sido concedida a Madre Teresa, ao Arcebispo Desmond Tutu, a Karl Rahner e aos astronautas da Apollo 11.
Em 19 de novembro de 2022, Elizabeth Eckford, Ernest Green, Gloria Ray Karlmark, Carlotta Walls LaNier e Thelma Mothershed-Wair gravaram suas iniciais em placas de metal que foram soldadas na quilha do  submarino de ataque USS Arkansas (SSN-800) em uma cerimônia na Newport News Shipbuilding em Newport News, Virgínia. As placas permanecerão afixadas ao submarino durante toda a sua vida útil. Melba Pattillo Beals e Minnijean Brown-Trickey também foram nomeadas patrocinadoras do navio, e todos os membros do Little Rock Nine foram homenageados. Elizabeth Eckford disse: “O ex-secretário (da Marinha) Ray Mabus [en] pediu que apoiássemos o navio e sua tripulação. O presidente Eisenhower enviou 1.000 paraquedistas a Little Rock para dispersar uma multidão, trazer ordem, e eles possibilitaram que entrássemos na Central High School. Desde então, tenho grande consideração por forças especialmente treinadas".

### Relações exteriores
A crise em Little Rock ocorreu em meio à Guerra Fria. A historiadora dos direitos civis Mary L. Dudziak argumenta que a principal preocupação do presidente Dwight D. Eisenhower e do governo federal dos EUA em sua resposta foi a percepção do mundo sobre os EUA. O secretário de Estado John Foster Dulles estava particularmente ciente do impacto global, dizendo ao procurador-geral Herbert Brownell por telefone que “essa situação estava arruinando nossa política externa”. Brownell pediu a Dulles que desse uma olhada em um rascunho do discurso do presidente no Arkansas após a crise, onde ele sugeriu que Eisenhower “colocasse mais algumas frases... enfatizando o dano causado no exterior”.
Dudziak destaca outras evidências, como resumos e propaganda do Departamento de Justiça dos EUA, para mostrar as implicações globais de Little Rock. A crise ocorreu em parte como resultado do caso Brown vs. Board of Education. Os resumos do Departamento de Justiça dos EUA apresentavam apenas um motivo para o envolvimento em casos como esse: que a segregação prejudicava as relações exteriores dos EUA. Os resumos argumentavam que a existência de discriminação tinha um efeito adverso nas relações com outros países, especialmente os países do terceiro mundo que haviam sido alvo da Doutrina Truman. Evidências da propaganda dos EUA podem ser vistas no livreto The Negro in American Life, que foi traduzido para quinze idiomas e distribuído em muitos países. Seu objetivo era reverter a vergonha global em torno da discriminação nos Estados Unidos, acentuada pela propaganda soviética, e, em vez disso, vangloriar-se do progresso que eles acreditavam que poderia ser alcançado em uma democracia americana.
O impacto das relações exteriores, da política externa e da reputação global dos Estados Unidos teve um papel importante na resposta de Eisenhower à crise em Little Rock. Isso acabou culminando em suas decisões de ordenar a intervenção da 101ª Divisão Aerotransportada e de federalizar a Guarda Nacional.

## Leituras adicionais
- Anderson, Karen. Little Rock: Race and Resistance at Central High School (Princeton University Press, 2010) ISBN 9780691092935 (em inglês)
- Baer, Frances Lisa. Resistance to Public School Desegregation: Little Rock, Arkansas, and Beyond (LFB Scholarly Publishing, 2008) 328 pp. ISBN 978-1-59332-260-1 (em inglês)
- Beals, Melba Pattillo. Warriors Don't Cry: A Searing Memoir of the Battle to Integrate Little Rock's Central High. (Simon and Schuster, 2007) ISBN 0-671-86638-9 (em inglês)
- Branton, Wiley A. "Little Rock Revisited: Desegregation to Resegregation." Journal of Negro Education 1983 52(3): 250–269. ISSN 0022-2984 Fulltext in Jstor (em inglês)
- Calloway, Carolyn et al.  "Daisy Bates and the Little Rock School Crisis: Forging the Way". Journal of Black Studies (1996) 5#26: 616–628. doi:10.1177/002193479602600507.S2CID 145431981 (em inglês)
- Fradin, Judith Bloom, and Dennis B. Fradin. The power of one: Daisy Bates and the little Rock Nine (Houghton Mifflin Harcourt, 2004). ISBN 978-0618315567. (em inglês)
- Jacoway, Elizabeth. Turn Away Thy Son: Little Rock, the Crisis That Shocked the Nation (University of Arkansas Press, 2007). ISBN 9780743297196. (em inglês)
- Kirk, John A. "Not Quite Black and White: School Desegregation in Arkansas, 1954–1966," Arkansas Historical Quarterly (2011) 70#3 pp 225–257 JSTOR 23193404 (em inglês)
- Kirk, John A., ed. An Epitaph for Little Rock: A Fiftieth Anniversary Retrospective on the Central High Crisis (University of Arkansas Press, 2008). ISBN 978-1-55728-874-5. (em inglês)
- Kirk, John A. Beyond Little Rock: The Origins and Legacies of the Central High Crisis (University of Arkansas Press, 2007). ISBN 978-1557288509. (em inglês)
- Kirk, John A., Redefining the Color Line: Black Activism in Little Rock, Arkansas, 1940–1970 (University of Florida Press, 2002). ISBN 978-0813029238. (em inglês)
- Kirk, John A. "Daisy Bates, the National Association for the Advancement of Colored People, and the 1957 Little Rock School Crisis: A Gendered Perspective." in Gender in the Civil Rights Movement, ed. P.J. Ling and S. Monteith (Routledge, 2014) pp. 17–40. ISBN 0-8135-3438-0. (em inglês)
- Reed, Roy. Faubus: The Life and Times of an American Prodigal (University of Arkansas Press, 1997). ISBN 978-1557284570. (em inglês)
- Stockley, Grif. Daisy Bates: Civil Rights Crusader from Arkansas  (University Press of Mississippi, 2012). ISBN 978-1617037245.(em inglês)

### Historiografia
- Bartley, Numan V. "Looking Back at Little Rock." Arkansas Historical Quarterly 25.2 (1966): 101–116. online (em inglês)
- Pierce, Michael. "Historians of the Central High Crisis and Little Rock's Working-Class Whites: A Review Essay," Arkansas Historical Quarterly (2011) 70#4 pp. 468–483 in JSTOR (em inglês)